# Orda Aūdany
Orda Aūdany är ett distrikt i Kazakstan.   Det ligger i oblystet Västkazakstan, i den västra delen av landet, 1 700 km väster om huvudstaden Astana.